# Горкунов Михайло Степанович
Горкунов Михайло Степанович (нар. 5 вересня 1915 — 6 грудня 1943) — радянський військовий льотчик, учасник німецько-радянської війни, заступник командира 2-ї ескадрильї 367-го бомбардувального авіаційного полку 132-ї бомбардувальної авіаційної дивізії 5-ї повітряної армії Закавказького фронту, капітан. Герой Радянського Союзу (01.05.1943).

## Біографія
Народився 5 вересня 1915 року в селі Надеждине Харківської губернії (нині Близнюківський район Харківської області) в селянській родині. Українець. Член ВКП(б) з 1941 року.
Закінчив семирічну школу в рідному селі, потім — Панютинську школу фабрично-заводського учнівства (ФЗУ). Працював слюсарем на заводі важкого машинобудування в місті Краматорську Сталінської області. Одночасно займався у місцевому аероклубі.
У лавах РСЧА з 1937 року. У 1938 році закінчив Ворошиловградську військову авіаційну школу пілотів.
Учасник німецько-радянської війни з грудня 1941 року. Наприкінці 1941 року М. С. Горкунов призначений заступником командира 2-ї авіаційної ескадрильї 367-го швидкісного бомбардувального авіаційного полку.
До січня 1943 року здійснив 144 бойових вильоти, з них 111 — у нічний час. Його екіпажем було знищено 17 літаків, 13 гармат, 16 танків, 94 автомашини з вантажем, переправи, мости, склади.
6 грудня 1943 року не повернувся з бойового завдання.

## Нагороди
Указом Президії Верховної Ради СРСР від 1 травня 1943 року за зразкове виконання бойових завдань командування на фронті боротьби з німецько-фашистськими загарбниками та виявлені при цьому мужність і героїзм, капітану М, Горкунову присвоєне звання Героя Радянського Союзу з врученням ордена Леніна і медалі «Золота Зірка» (№ 1000).
Також нагороджений двома орденами Червоного Прапора (13.02.1942, 03.10.1942) та орденом Вітчизняної війни 2-го ступеня (09.05.1943).